# Emmy Rossum
Emanuelle Grey »Emmy« Rossum, ameriška filmska igralka, pevka in tekstopiska, * 12. september 1986, New York, New York.
Začela je s filmi, kot so Dan po jutrišnjem, Poseidon, Fantom iz opere in Dragonball Evolution.

## Zgodnje življenje
Rossumova je bila rojena v New Yorku kot prvi in edini otrok samohranilke Cheryl Rossum, ki je po poklicu fotografinja in bankirka. Ime je dobila po svojem dedku Emanuelu. Emmyna starša sta se ločila, ko je bila Cheryl še noseča in Emmy je svojega očeta videla le dvakrat. Njena pesem Anymore je napisana na podlagi te izkušnje. Po rodu in veri je Judinja.
Rossumova se je pri petih letih pridružila Metropolitan Opera Children's Chorus. Za 5-10$ je Emmy od takrat prepevala 20 oper v šestih različnih jezikih.
Po dvanajstem letu, ko je Rossumova že prerasla otroške kostume, si je poiskala agenta in odšla na avdicije za različne vloge.

## Kariera

### Igranje
Leta 1997 se je pojavil Rossumin prvenec: stranska vloga Allison Martin v televizijski seriji Zakon in red: enota za posebne primere. Leta 1999 je imela ponavljujočo se vlogo Abigail Willson v As the World Turns.
Zares opazna pa je postala šele leta 2000 v Songcatcher kot Deladis Slocumb. Potem je Variety magazine Emmy Rossum imenovala za eno izmed desetih najbolj gledanih filmskih igralk leta 2000. Temu je sledil film Skrivnostna reka režiserja Clinta Eastwooda, The Day After Tomorrow, njen zadnji film pa je Fantom iz opere, kjer nastopa kot Christine Daae.
Pojavila se je tudi v dveh filmih, ki sta prišla na velika filmska platna šele leta 2009.

### Pevska kariera
Po njeni vlogi v Fantomu iz opere je večkrat dobila ponudbo za snjemanje klasičnega albuma, vendar je vse zavrnila. Pravi, da njen stil pač ni klasika, temveč pop. Povedala je še, da so nanjo najbolj vplivale Dolly Parton, Madonna, Cher in Barbra Streisand.
Njen album, naslovljen Inside Out je produciral Stuart Bradley. V prodaji se je znašel oktobra 2007, od vseh pesmi pa je najbolj znana in najbolj poslušana pesem Slow Me Down.
27. oktobra 2007 je Emmy prepevala nacionalno himno v New Jersey Devils.
Decembra 2007 zapoje tri božične pesmi v EP Carol od Bells.
Potem do maja 2009 ni bilo nobene novice o njej, maja 2009 pa je v javnost prišla novica o snemanju njenega drugega albuma.

## Osebno življenje
Leta 1996 je Emmy Rossum diplomirala na Spence School, zasebni šoli na Manhattanu.
Bila je tudi uradna predstavnica »PiNKiTUDE«.
Na TV News je povedala, da je alergična na pšenico.

## Filmografija

### Filmi
| Leto | Naslov                 | Vloga                       | Ostalo |
| ---- | ---------------------- | --------------------------- | ------ |
| 1999 | Genius                 | Claire Addison              |        |
| 2000 | Songcatcher            | Deladis Slocumb             |        |
| 2000 | It Had to Be You       | Mlado dekle                 |        |
| 2001 | An American Rhapsody   | Sheila (stara petnajst let) |        |
| 2001 | Happy Now              | Nicky Trent / Jenny Thomas  |        |
| 2002 | Passionada             | Vicky Amonte                |        |
| 2003 | Nola                   | Nola                        |        |
| 2003 | Skrivnostna reka       | Katie Markum                |        |
| 2004 | The Day After Tomorrow | Laura Chapman               |        |
| 2004 | Fantom iz opere        | Christine Daae              |        |
| 2006 | Poseidon               | Jennifer Ramsey             |        |
| 2009 | Dare                   | Alexa Walker                |        |
| 2009 | Dragonball Evolution   | Bulma                       |        |

### Nadaljevanke in serije
| Leto | Naslov                                 | Vloga                | Ostalo            |
| ---- | -------------------------------------- | -------------------- | ----------------- |
| 1997 | Zakon in red: enota za posebne primere | Alison Martin        | Ena epizoda       |
| 1998 | Only Love                              | Lily                 | Televizijski film |
| 1998 | A Will of Their Own                    | Young Sarah          | Miniserija        |
| 1998 | Grace & Glorie                         | Luanne               | Televizijski film |
| 1999 | Genius                                 | Claire Addison       | Televizijski film |
| 1999 | Snoops                                 | Caroline Beels       | Dve epizodi       |
| 1999 | As the World Turns                     | Abigail Williams     |                   |
| 2000 | The Audrey Hepburn Story               | Mlada Audrey Hepburn | Televizijski film |
| 2001 | The Practice                           | Allison Ellison      | Ena epizoda       |

## Nagrade

### Prejela
| Leto | Naslov                                    | Vloga                                                      | Ostalo          |
| ---- | ----------------------------------------- | ---------------------------------------------------------- | --------------- |
| 2004 | Saturn Award                              | Best Performance by a Younger Actor                        | Fantom iz opere |
| 2004 | NBR Award                                 | Best Breakthrough Performance by an Actress                | Fantom iz opere |
| 2005 | Broadcast Film Critics Association Awards | Best Young Actress                                         | Fantom iz opere |
| 2005 | Young Artist Award                        | Best Performance in a Feature Film - Leading Young Actress | Fantom iz opere |

### Nominirana
| Leto | Naslov                             | Vloga                                                                  | Ostalo                 |
| ---- | ---------------------------------- | ---------------------------------------------------------------------- | ---------------------- |
| 2000 | Independent Spirit Award           | Best Debut Performance                                                 | Songcatcher            |
| 2000 | Young Artist Award                 | Best Performance in a TV Movie or Pilot - Supporting Young Actress     | Genius                 |
| 2005 | Zlati globus                       | Best Performance by an Actress in a Motion Picture - Musical or Comedy | Fantom iz opere        |
| 2005 | Online Film Critics Society Awards | Best Breakthrough Performance                                          | Fantom iz opere        |
| 2005 | Satellite Awards                   | Best Actress in a Motion Picture - Musical or Comedy                   | Fantom iz opere        |
| 2005 | MTV Movie Awards                   | Breakthrough Female                                                    | The Day After Tomorrow |

## Diskografija
- Inside Out (Geffen Records, 2007)
- Carol of the Bells (Geffen Records, 2007)
- TBA (Geffen Records, 2009/2010)

## Zaznamki
The Body Shop